# シャーリル・ジャンタン
シャーリル・ジャンタン（Shahril Jantan、1980年4月20日 - ）は、シンガポールの元サッカー選手。元シンガポール代表。ポジションはGK。

## クラブ歴
16歳の時にゲイラン・ユナイテッドFCのU-16チームでサッカー選手としてのキャリアを始めた。1997年にはU-18チームに昇格し、1998年にはプライムリーグの所属メンバーになった。同年にはSリーグの選手としても登録され、デヴィッド・リー、シャーリ・ラヒムに次いで第3GKとなった。1999年も第3GKであったが、2000年にはルッツ・ファンネンシュティールに次いで控えのGKに昇進した。
2000年11月、彼はライオネル・ルイスと共にイングランドのアーセナルFCの5週間のトレーニングに参加し、プレミアリーグの選手と交流した。その時共に練習した選手はアシュリー・コール、マシュー・アップソン、デヴィッド・ベントリー、ジャーメイン・ペナントといった顔触れであった。
2001年のシーズンは、出場時間はライオネル・ルイスと分け合う形となったもののゲイラン・ユナイテッドFCの優勝に貢献した。
2002年にはシンガポール・アームド・フォーシズFCに兵役の為に移籍。同年の同チームの優勝にも貢献し、二度目のリーグ制覇を早くも経験する事となった。同年の若手最優秀選手賞の候補にもなっていたが、これはノー・アラム・シャーに軍配が上がり、受賞とはならなかった。その一方で、ザ・ストレーツ・タイムズ誌の年間最優秀ゴールキーパー賞を受賞した。兵役の傍ら、恐ろしいゴールキーパーとなっていた。
2004年には再びゲイラン・ユナイテッドFCに復帰し、2005シーズンまでの二期を同チームで過ごした。2006年には再びシンガポール・アームド・フォーシズFCに復帰した。同チームに復帰後、チームはSリーグを4連覇し、シンガポール・カップも連覇し、これは2012年も制覇した。2009年には同チームの年間最優秀選手となった。
2013年にはホーム・ユナイテッドに移籍。同年再びシンガポール・カップを制覇し、個人としては再び連覇を成し遂げた。
2015年11月3日、今シーズン限りでの現役引退を発表した。

## 代表歴
1998年、ブルネイ代表戦で18歳にして代表初招集を受けた。正GKであったレザル・ハッサンが怪我で欠場し、他の選手も実力を発揮できない中、ヴィンセント・スブラマニアム監督の下、その機会を掴んだ形となった。
代表デビューは2002年5月21日に行われたウルグアイ代表戦であった。また、同年長い間正GKを務めていたレザル・ハッサンから背番号1の座を奪い取った。
2002 タイガーカップは予選敗退に終わり、目覚ましい活躍を遂げていた彼ではあったが、多数の批判の矢面に立たされた。2004 タイガーカップの際に代表に招集されて以降は代表に呼ばれる機会も減り、2006年に1試合出場したのみとなった。

## タイトル

### クラブ
ゲイラン・ユナイテッドFC
- Sリーグ: 2001

シンガポール・アームド・フォーシズFC
- Sリーグ: 2002, 2006, 2007, 2008, 2009
- シンガポール・カップ: 2007, 2008, 2012

ホーム・ユナイテッド
- シンガポール・カップ: 2013

### 代表
シンガポール
- 東南アジアサッカー選手権: 2004

### 個人
- ザ・ストレーツ・タイムズ年間最優秀ゴールキーパー賞: 2002
- シンガポール・アームド・フォーシズFC年間最優秀選手: 2009
- Sリーグ市民選出賞: 2010